# Embraer EMB-545
Die Embraer EMB-545 (vermarktet als Legacy 450 bzw. Praetor 500) ist ein Geschäftsreiseflugzeug des brasilianischen Herstellers Embraer.

## Geschichte
Das Programm für diesen Flugzeugtyp wurde als MSJ (Mid-Size Jet) gemeinsam mit der größeren Embraer Legacy 500 auf der NBAA 2007 der Öffentlichkeit vorgestellt, der Programmstart wurde auf der EBACE 2008 angekündigt. Der Erstflug fand am für 28. Dezember 2013 statt (Luftfahrzeugkennzeichen: PT-ZIJ). Anfang August 2015 erhielt die Maschine die Musterzulassung durch die brasilianische Luftfahrtbehörde ANAC, wenig später folgte die der US-amerikanische Luftfahrtbehörde FAA. Im Oktober 2015 folgte die Zulassung der EASA für Europa. Der Kaufpreis der Legacy 450 soll bei rund 16 Mio. US-Dollar liegen.

## Konstruktion
Die Flugsteuerung erfolgt vollständig über Fly-by-wire, die Avionik wird von Rockwell Collins ausgerüstet. Die Innenausstattung wird von dem österreichischen Flugzeugkomponentenhersteller FACC geliefert. Die Fertigung der Tragflächen erfolgt im portugiesischen Évora in Zusammenarbeit mit der OGMA – Indústria Aeronáutica de Portugal S.A., einer Zulieferfirma im Eigentum von EADS und Embraer.

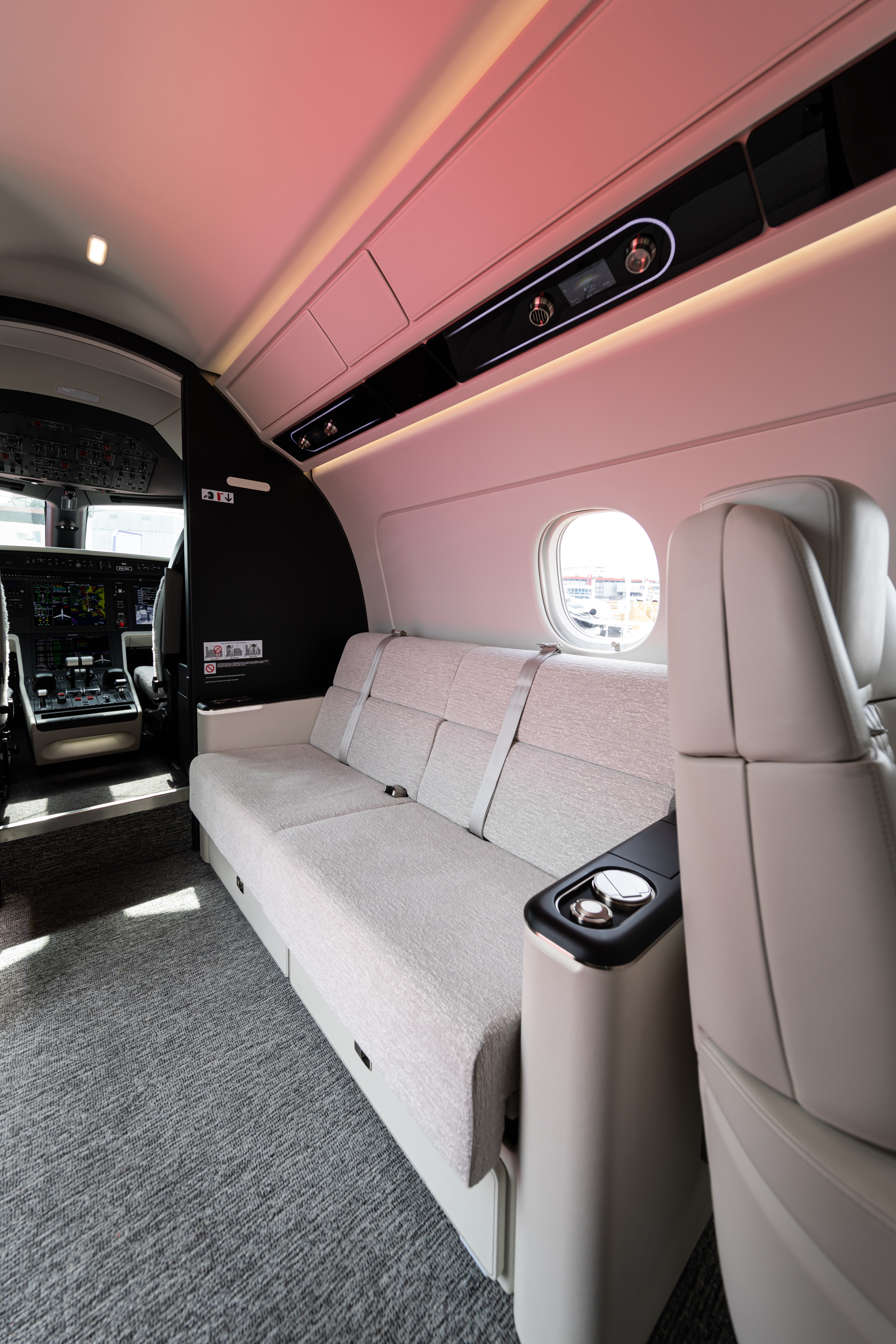
Kabine und Cockpit der Praetor 500

## Technische Daten
| Kenngröße             | Daten                              |
| --------------------- | ---------------------------------- |
| Besatzung             | 2                                  |
| Passagiere            | 7–10                               |
| Länge                 | 19,15 m                            |
| Spannweite            | 20,25 m                            |
| Höhe                  | 6,74 m                             |
| max. Startmasse       | 17.690 kg                          |
| Höchstgeschwindigkeit | 0,83 Mach                          |
| Dienstgipfelhöhe      | ca. 13.716 m                       |
| Reichweite            | 5378 km                            |
| Triebwerke            | 2 × Honeywell HTF 7500 E-Turbofans |